# Calathea lasseriana
Calathea lasseriana là một loài thực vật có hoa trong họ Marantaceae. Loài này được Steyerm. mô tả khoa học đầu tiên năm 1951.